# Château de la Chezotte
Le château de la Chezotte est situé dans la commune de Ahun dans le département de la Creuse et la région Nouvelle-Aquitaine.

## Historique
Vers 1459, les frères de la Ville, seigneurs de La Chezotte, enfants du trésorier de La Marche, habitent à La Chezotte (Lettres de rémission de Charles VII données en juillet 1459).
Présence du blason de haut et puissant Philibert Barton, seigneur de Massenon et de La Chezotte.
En 1630, mariage de Symphorien D'Arfeuille et d'Aymée Audier, seigneurs du lieu.
Madame De Lisle, comédienne parisienne, acquiert le château. Elle fait percer des ouvertures.
En date du 15 juin 1926, le château est inscrit au titre des monuments historiques. Cette inscription est abrogée le 30 juillet 2020 par une nouvelle inscription qui intègre la totalité du domaine et une partie de l'ancien étang est également inscrite le 23 août 2022.

## Description
Ce château est l'un des exemples restés complets de maison forte du XVe siècle dans la Marche. Entre deux tours rondes a été bâtie une tour carrée portant, à son sommet, une bretèche soutenue par trois corbeaux. Deux autres bretèches, posées sur deux corbeaux, existent sur la tour circulaire nord-est. Le chemin de ronde aux mâchicoulis posés sur corbeaux profilés, entre deux quarts de rond d'un cavet dégagé par des filets, est interrompu entre les deux tours rondes. Sur la façade opposée, la tour carrée, d'une hauteur supérieur au bâtiment principal, a son chemin de ronde à mi-hauteur du toit de ce dernier. Certaines des ouvertures primitives ont été remplacées par des baies plus vastes.
À l'angle nord-ouest a été accolé un bâtiment rectangulaire abritant la chapelle actuelle.
L'ensemble est entouré de douves en eau ayant conservé leur tracé primitif, ces douves sont franchies par un pont précédé d'un pavillon porche fortifié, ouvrant par un portail et une porte chanfreinés surmontés d'une rangée de corbeaux. Perpendiculairement à ce pavillon, une porte fortifiée joint l'ancienne chapelle transformée en bâtiment d'exploitation.
Ce portail, mouluré d'un cavet, est surmonté d'un chemin de ronde porté sur une rangée de corbeaux et percé de créneaux et de petites bouches à feu circulaires ouvrant sur une galerie. Dans l'angle intérieur formé par ce portail et le pavillon, se trouve une construction dont le caractère défensif est attesté par la présence de plusieurs bouches à feu. À l'intérieur, se trouvent six cheminées en pierre dont une ornée de sculptures.

## Visites
Les propriétaires du château de la Chezotte ont décidé d'ouvrir une partie du château à la visite, en saison, à partir de l'été 2019.
Pour cette première ouverture au public, seul le rez-de-chaussée était accessible au public. Les propriétaires espèrent ouvrir le chemin de ronde aux visiteurs.
À l'extérieur, La Chezotte continue d'être entretenu : à la fin du XVIIIe siècle, le domaine agricole a laissé place à un jardin à l’anglaise, qui s’étend toujours sur 4 hectares.

## Photothèque

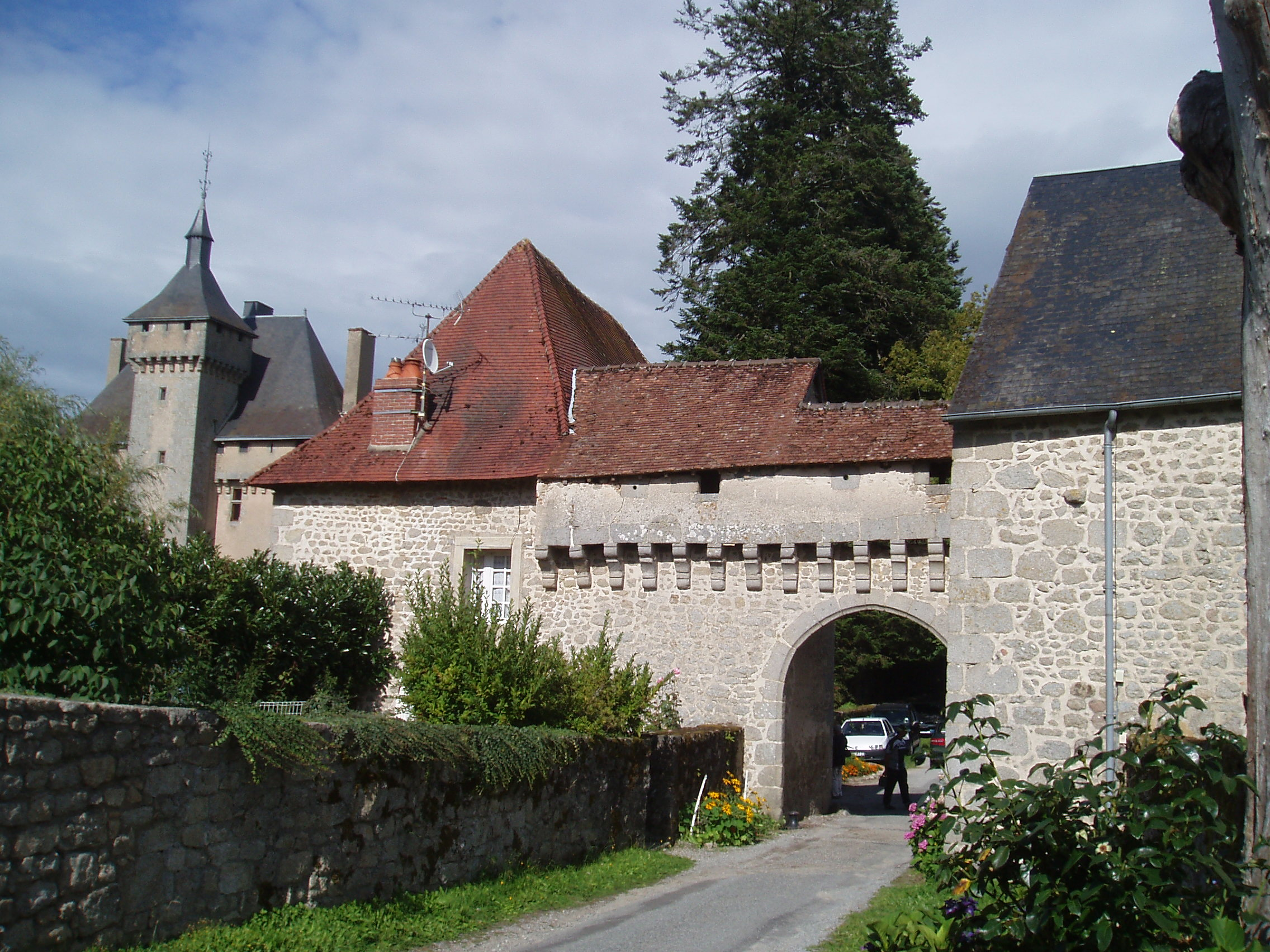
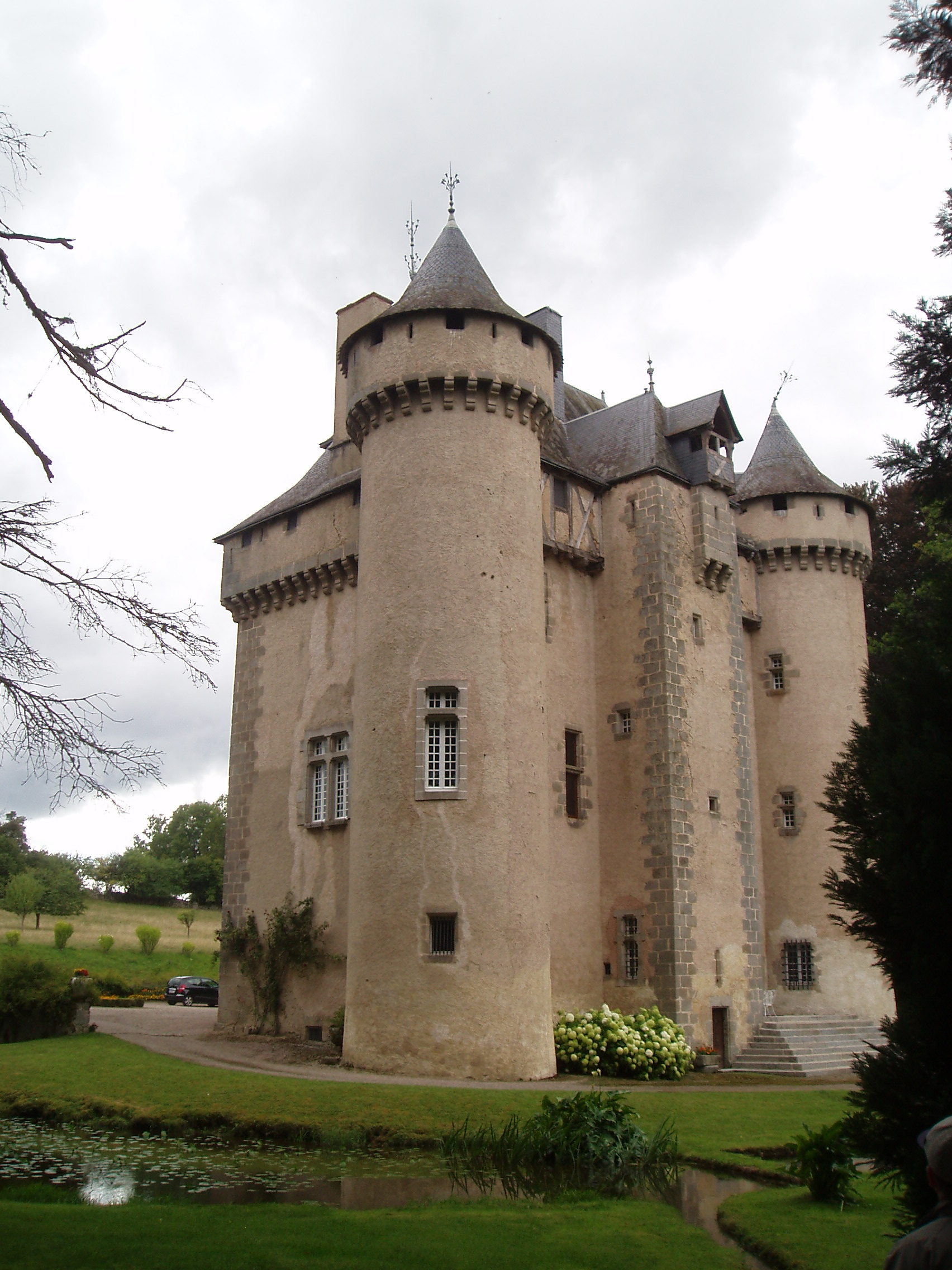
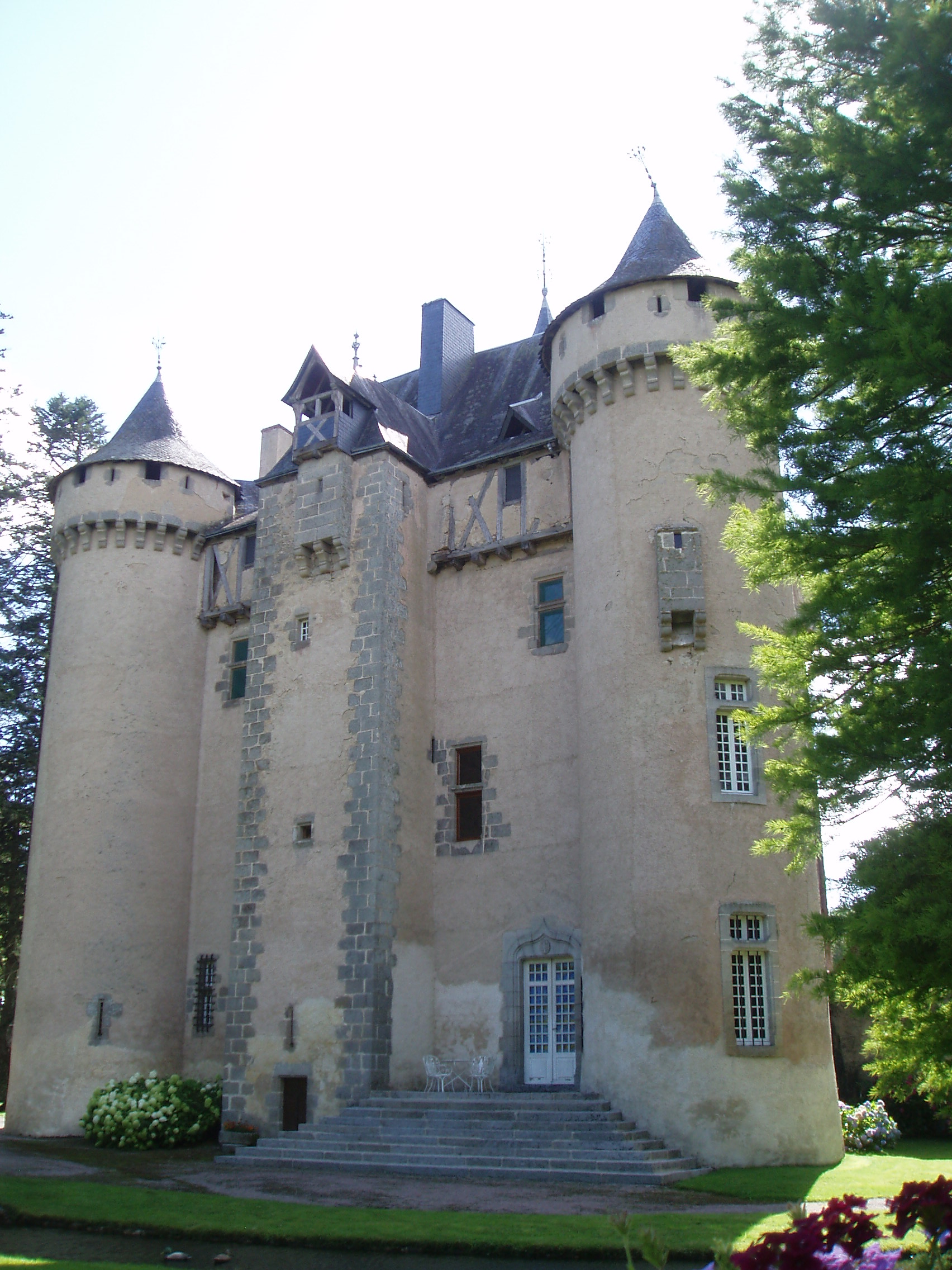